# ニコラス・ハッジス
ニコラス・ハッジス（Nicolas Hodges、1970年 - ）は、イギリスの現代音楽のピアニスト。ニコラス・ホジス、ニコラス・ホッジェスとも発音される。

## 略歴
19歳でマイケル・フィニスィーの目に留まり、その場で「シュトラウス・ワルツ(1989)」の第二曲目「美しき五月」を献呈されて彼の手で世界初演されたことが実質上のデビューである。フィニスィーとの縁はその後も続き、「どうやったらこれだけ完璧に近い演奏ができるのか！」と絶賛された。非常に滑らかなレガートとノイズのない美音はフィニスィーの後期作品ととても相性が良い。フィニスィーの「アルカン・パガニーニ」はハッジスの助言「最初は左手、その次右手、最後に両手」というアイデアから源泉を得て作曲された。もちろんこれはアルカンの「片手ずつと両手のための3つの大練習曲」と同じである。同じくフィニスィーの「描き出された陽光を伴う輝き」は、ハッジスの演奏なしには実現不可能であったと呼ばれるほどに高音域の音塊が雨あられと降り注ぐ。もちろん彼以上の演奏を残しているピアニストは目下存在しない。
また、イタリアの大作曲家サルヴァトーレ・シャリーノとも現在もコラボレーションを行っている。彼はシャリーノの「ピアノソナタ第五番」の決定稿をロンドン初演し、これが縁でシャリーノは長年初演を務めていたマッシミリアーノ・ダメリーニからハッジスに乗り換えた。ピアノのための「夜想曲集」では「無音クラスターグリッサンド」などの印象深いテクニックが使われており、ダメリーニ時代よりも繊細な描写がハッジスの手によって可能になった。このことはハッジスの楽壇進出を容易にし、ダルムシュタット国際夏期講習会のピアノ講師にハッジスが抜擢されたのはシャリーノの特別な推薦によってである。これはダルムシュタットに雇われる講師陣にファーニホウを除いてほとんどイギリス人が存在していないことからも明らかである。
とはいえ、現代音楽の全ての鉱脈を掘り進むタイプではなく、自分にあった作曲家を選んだうえでその作曲家と徹底的なコラボレーションを行うのが得意である。これまでにも、ビル・ホプキンス、コンラート・ベーマー、ハリソン・バートウィッスルのピアノ作品全集のCDをリリースしており、いずれも高い評価を得ている。

## 近況
ブライアン・ファーニホウのオペラ「影の時」のピアノパートを世界初演時には全曲受け持ち、その模様がCD化された。現在は妻子とともにドイツ在住で、シュトゥットガルト音楽演劇大学の教授である。審査員を務めていることもある。闘病中だが、演奏活動は放棄していない。

## ピアノ独奏を含むディスコグラフィー
- Ablinger: Voices and Piano
- Aperghis: Piano Works
- Birtwistle Slow Frieze/Antiphonies
- Birtwistle: The Axe Manual - Complete Piano Works
- Boehmer: Complete Piano Works
- Ferneyhough: Complete Piano Works
- Finnissy: Etched Bright with Sunlight
- Finnissy: Gershwin Arrengements, More Gershwin
- Furrer: Solo piano works
- Hopkins: Complete Piano Works
- Pauset: Canons for solo piano
- Redgate/Clarke: Complete Piano Works
- Riehm: Wer sind diese Kinder / Hamamuth, Stadt der Engel
- Saunders: miniata/choler/crimson
- Sciarrino: Piano Works 1994-2001